# Адамсово острво (Антарктик)
Постоје и друга Адамсова острва, од којих још једно подантарктичко. Види Адамсово острво (вишезначна одредница).
Адамсово острво је мало стеновито обално подантарктичко острво окружено леденим заливом током већег дела године. Лежи на западној страни Мекдоналдовог залива, око 17 km западно од Тачке Мабус. Адамсово острво се налази на координатама 66° 33′ S 092° 35′ E / 66.550° Ј; 92.583° И. Открила га је Западна базна страна Аустралијске антарктичке експедиције (1911-1914) под Дагласом Мосоном (енгл. Douglas Mawson) и дала му име по официру експедиционог брода Аурора.